# Hugh Hudson
Hugh Hudson (* 25. August 1936 in London; † 10. Februar 2023 ebenda) war ein britischer Filmregisseur. Er wurde mit Filmen wie Die Stunde des Siegers und Greystoke – Die Legende von Tarzan, Herr der Affen bekannt.

## Leben und Karriere
Nach Ableisten seines Wehrdienstes 1962 lernte Hudson bei einer auf Dokumentarfilme spezialisierten französischen Produktionsfirma das Handwerk des Filmeditors. Zurück in England gründete er eine eigene Firma und errang mit mehreren Filmen Auszeichnungen, so etwa 1967 eine Nominierung für den British Film Academy Award, Bester Kurzfilm, mit dem Kurzfilm The Tortoise and the Hare. 1970 wurde er zum Partner von Ridley Scott und drehte zusammen mit ihm zahlreiche und vielfach ausgezeichnete Werbespots. Ab 1975 führte er diese Arbeit zusammen mit Alan Parker erfolgreich fort.
Erst 1981 gab er dem Drängen nach, einen Spielfilm zu drehen. Die Stunde des Siegers (Chariots of Fire), ein Film über die Teilnahme zweier britischer Sprinter an den Olympischen Spielen 1924 in Paris, wurde zum Gewinner der Oscar-Nacht 1982 und erntete bei sieben Nominierungen vier der begehrten Trophäen, unter anderem für den „Besten Film“. Für Hudson blieb es bei der Nominierung in der Kategorie „Beste Regie“. 1984 folgte ein weiterer künstlerischer wie kommerzieller Erfolg mit Greystoke – Die Legende von Tarzan, Herr der Affen. Der Film machte seine Hauptdarsteller Christopher Lambert und Andie MacDowell zu Stars und erhielt drei Oscar-Nominierungen.
Hudsons nächstes Projekt Revolution (1985), ein Film über den Amerikanischen Unabhängigkeitskrieg mit Al Pacino und Nastassja Kinski, erwies sich jedoch künstlerisch und finanziell als Fehlschlag. 1989 erntete Hudsons nächster Film, das Teenager-Drama Roadhome (Lost Angels) positive Kritiken, fand jedoch kaum Zuspruch beim Publikum. Ähnliches galt 1999 für My Life So Far, über eine britische Kindheit während des Ersten Weltkrieges. 2000 inszenierte er Ich träumte von Afrika (I Dreamed of Africa) mit Kim Basinger als verwöhnte Italienerin, die sich den Härten eines Lebens in der Wildnis zu stellen hat. 
2015 inszenierte Hudson am Staatstheater Braunschweig mit Hexenjagd nach dem gleichnamigen Theaterstück von Arthur Miller erstmals eine Oper. 2016 folgte der Film Altamira mit Antonio Banderas in der Hauptrolle, der die Entdeckung der Höhle von Altamira und die nachfolgenden wissenschaftlichen Kontroversen zum Thema hatte. Die Produktion war seine letzte Regiearbeit.
1977 heiratete Hudson die Malerin Susan Michie, mit der er 1978 einen Sohn bekam. Ab 2003 war er mit der Schauspielerin Maryam d’Abo verheiratet. Er starb im Februar 2023 nach kurzer Krankheit im Alter von 86 Jahren in London.

## Filmografie
Als Regisseur
- 1963: A... Is for Apple (Kurzfilm)
- 1965: Design for Today (Kurzfilm)
- 1966: The Tortoise and the Hare (Kurzfilm)
- 1971: Irresistible (Kurzfilm)
- 1978: 12 Squadron Buccaneers (Kurzfilm)
- 1980: Fangio: Una vita a 300 all’ora (Dokumentarfilm)
- 1981: Die Stunde des Siegers (Chariots of Fire)
- 1984: Greystoke – Die Legende von Tarzan, Herr der Affen (Greystoke: The Legend of Tarzan, Lord of the Apes)
- 1985: Revolution
- 1989: Roadhome (Lost Angels)
- 1991: The King of Ads (Dokumentarfilm)
- 1995: Lumière et compagnie (Dokumentarfilm)
- 1999: My Life So Far
- 2000: Ich träumte von Afrika (I Dreamed of Africa)
- 2011: Rupture: A Matter of Life OR Death (Dokumentarfilm)
- 2016: Altamira